# شیکاگو (موزیکال)
شیکاگو (به انگلیسی: Chicago) یک تئاتر موزیکال است که داستان آن در زمان ممنوعیت الکل در ایالات متحده و در شیکاگو اتفاق می‌افتد. موسیقی آن از جان کاندر و ترانه‌سرایی آن فرد اب و بر اساس یک کتاب از اب و باب فوس است. داستان آن یک داستان طنز در رابطه فساد سیاسی در بخشی از دادگاه جنایی به نام «مسائل جنایی افراد مشهور» است. داستان این موزیکال بر اساس نمایشنامه‌ای متعلق به سال ۱۹۲۶ به همین نام است که توسط گزارشگر مارین دالاس واتکینز نگاشته شده‌است که مطالب این نمایشنامه برگرفته از ماجراهای واقعی است که گزارشگر آن را گزارش می‌کرده‌است.
اولین اجرای آن در تئاتر برادوی در ۳ ژوئن ۱۹۷۵ در تئاتر خیابان چهل و ششم روی صحنه رفت و ۹۳۶ اجرا داشت. باب فوس طراحی رقص بر عهده داشت و به وضوح سبک وی در این اجرا مشهود است. در سال ۱۹۹۶ برادوی بازاجرا از آن داشت که از نظر زمان اجرا بیشترین زمان اجرا را به عنوان یک بازاجرا را دارد و از نظر کلی چهارمین نمایش به شمار می‌رود.تا ژانویه۲۰۱۲ از این نمایش بیش از ۶٬۲۰۰ اجرا روی صحنه رفت همچنین در تئاتر وست اند نیز اجرا شد و تورهای بین‌المللی از آن اجرا شد. از روی نمایشنامه شیکاگو یک فیلم برنده جایزه اسکار به نام شیکاگو (۲۰۰۲) ساخته شد که کارگردان آن راب مارشال و بازیگرانش رنی زلوگر، کاترین زتا جونز، ریچارد گی‌یر، جان سی ریلی، و کویین لطیفه بودند.

## موسیقی‌ها
| پرده اول - پیش‌درآمد (Overture) – ارکستر - "همه آن جاز" (All That Jazz) – ولما کلی و کمپانی - "عزیز بامزه" (Funny Honey) – راکسی هارت، آموس هارت، و سروان فوگارتی - "وقتی که برای مامان خوبی" (When You're Good to Mama) – ماترون «ماما» مارتون - "تانگوی سیاه سلول" (Cell Block Tango) –ولما و قاتلان دیگر - "همه چیزی که به آن اهمیت می‌دهم" (All I Care About) – بیلی قلین و دختران - "یک ذره خوبی" (A Little Bit of Good) – مری سانشاین - "ما هر دو به اسلحه رسیدیم" (We Both Reached for the Gun) –بیلی، راکسی، ماری و گزارشگران - "راکسی" (Roxie) – راکسی و پسران - "من به تنهایی نمی‌توانم انجام دهم" (I Can't Do It Alone) – ولما - "شیکاگو پس از نیمه شب" (Chicago After Midnight)– ارکستر - "بهترین دوست خودم" (My Own Best Friend) – راکسی و ولما | پرده دوم - تنفس (Entr'acte) – ارکستر - "من دختری را می‌شناسم" (I Know a Girl) – ولما - "من و عزیزم" (Me and My Baby) – راکسی و کمپانی - "آقای سلفون" (Mr. Cellophane) – آموس - "وقتی ولما دست به کار می‌شود" (When Velma Takes the Stand) – ولما و پسران - "رزل دزل" (Razzle Dazzle) – بیلی و کمپانی - "کلاس" (Class) – ولما و ماما مارتون - "این‌روزها/عزیز کهنه جذاب" (Nowadays/Hot Honey Rag) – ولما و راکسی - "حسن‌ختام" (Finale) – کمپانی |